# La Razón
La Razón és un diari espanyol d'informació general editat a Madrid. Fundat l'any 1998 per Luis María Ansón, pertany al Grupo Planeta. El seu director és Francisco Marhuenda García.
La seua línia editorial és liberal pel que fa al tema econòmic, intervencionista i conservador en els valors, i reflecteix l'opinió més dura i clàssica de la dreta ideològica espanyola, destacant la ideologia monàrquica i defensora de la Corona. Són característiques les portades cridaneres, sovint ocupant tota la plana amb una o dues notícies, els titulars i fotografies de les quals despunten així entre la resta de diaris.
El 2017 el Tribunal Suprem d'Espanya condemnà el periòdic, l'aleshores director seu Francisco Marhuenda i el periodista Jesús María Zuloaga a pagar una multa de 30.000 euros a l'excap de policia de Catalunya Narciso Ortega per haver publicat, el 2013, una notícia falsa que insinuava que Narciso Ortega havia prevaricat.

## Periodistes
- Alfonso Ussía
- Amando de Miguel
- Carmen Gurruchaga
- Esther Jaén
- Antonio Sempere Bernal